# Espresso macchiato
Az Espresso macchiato az észt Tommy Cash dala, mellyel Észtországot képviselte a 2025-ös Eurovíziós Dalfesztiválon Bázelben. A dal 2025. február 15-én, az észt nemzeti döntőben, az Eesti Laulban megszerzett győzelemmel érdemelte ki a dalversenyen való indulás jogát.

## Eurovíziós Dalfesztivál
2024. november 5-én vált hivatalossá, hogy az énekes dala bekerült az Eesti Laul észt nemzeti döntő mezőnyébe. A dal 2025. február 15-én megnyerte az észt dalversenyt, ahol a nemzetközi zsűri valamint a nézők szavazatai által összesítésben az első helyet érte el, így ez a dal képviselheti Észtországot a Eurovíziós Dalfesztiválon.
A dalt először a május 13-án rendezett első elődöntőben, fellépési sorrendben negyedikként adta elő, a Szlovéniát képviselő Klemen How Much Time Do We Have Left? című dala után és a Spanyolországot képviselő Melody Esa diva című dala előtt. Az elődöntőből ötödik helyezettként sikeresen továbbjutott a május 17-i döntőbe, ahol fellépési sorrendben harmadikként lépett fel, a Luxemburgot képviselő Laura Thorn La poupée monte le son című dala után és az Izraelt képviselő Yuval Raphael New Day Will Rise című dala előtt A zsűri szavazáson a kilencedik helyen végzett 98 ponttal, míg a nézői szavazáson második helyen végzett 258 ponttal (Horvátországtól, Lettországtól,  Máltától, Örményországtól, és Szerbiától maximális pontot kapott), így összesítésben 356 ponttal a verseny harmadik helyezettje lett. Ezzel Észtország megszerezte az ország legjobb helyezését az elődöntők bevezetése óta.

## Dalszöveg
No time to talk mi scusi

My days are very busy

And i just own this little ristorante

Life may give you lemons

When dancing with the demons

No stresso no stresso

No need to be depresso

## Galéria

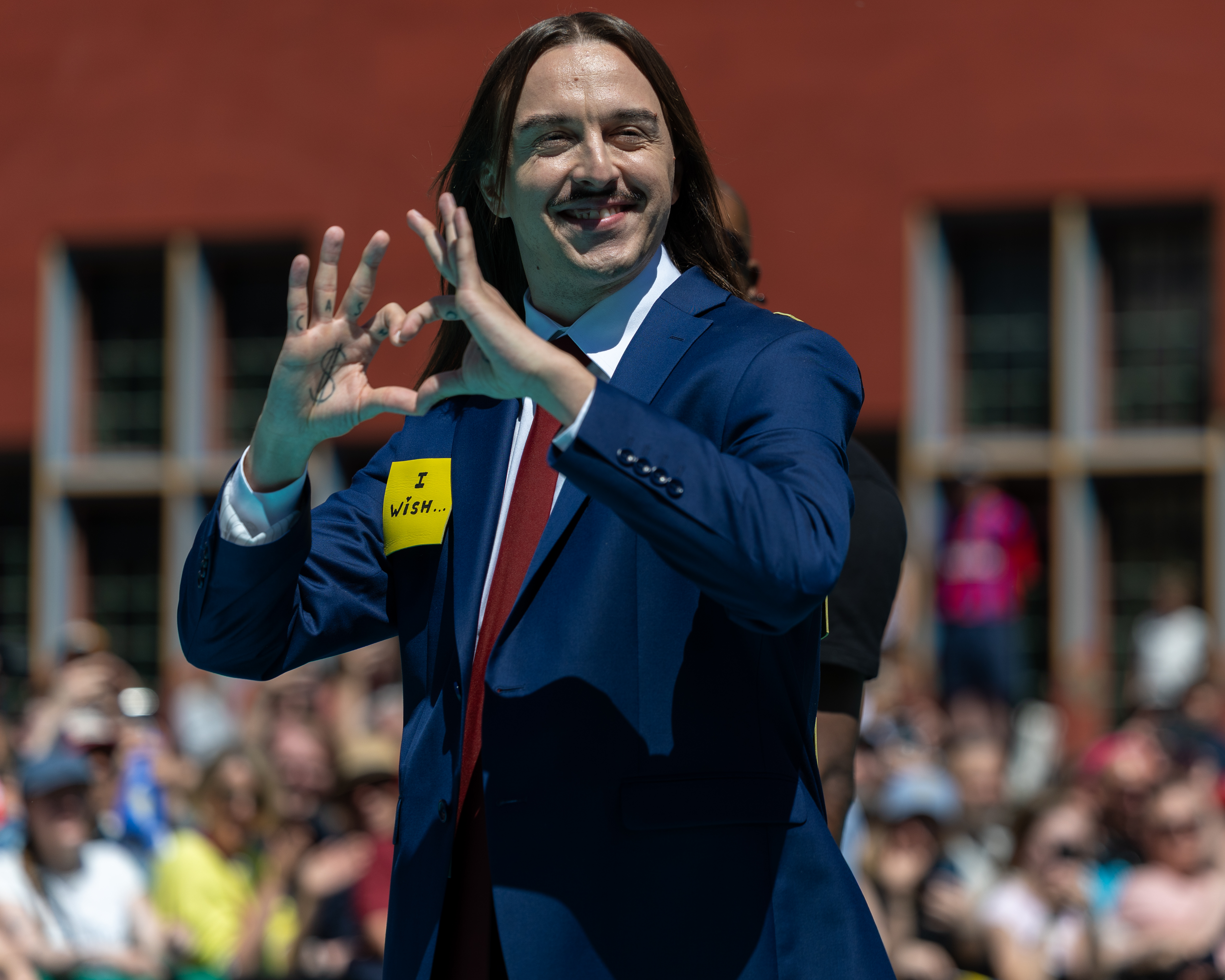
A megnyitóünnepségen
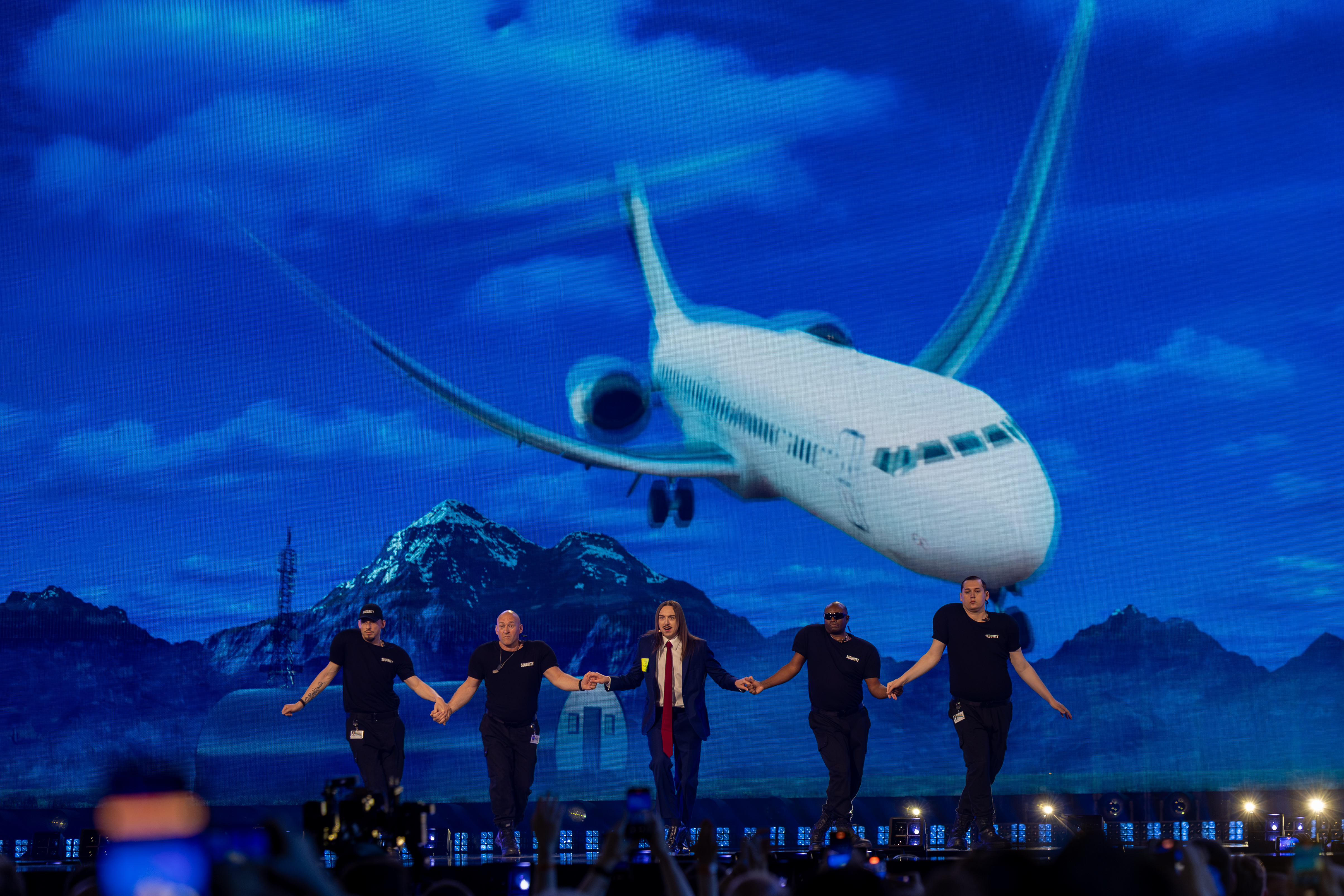
Az elődöntőben
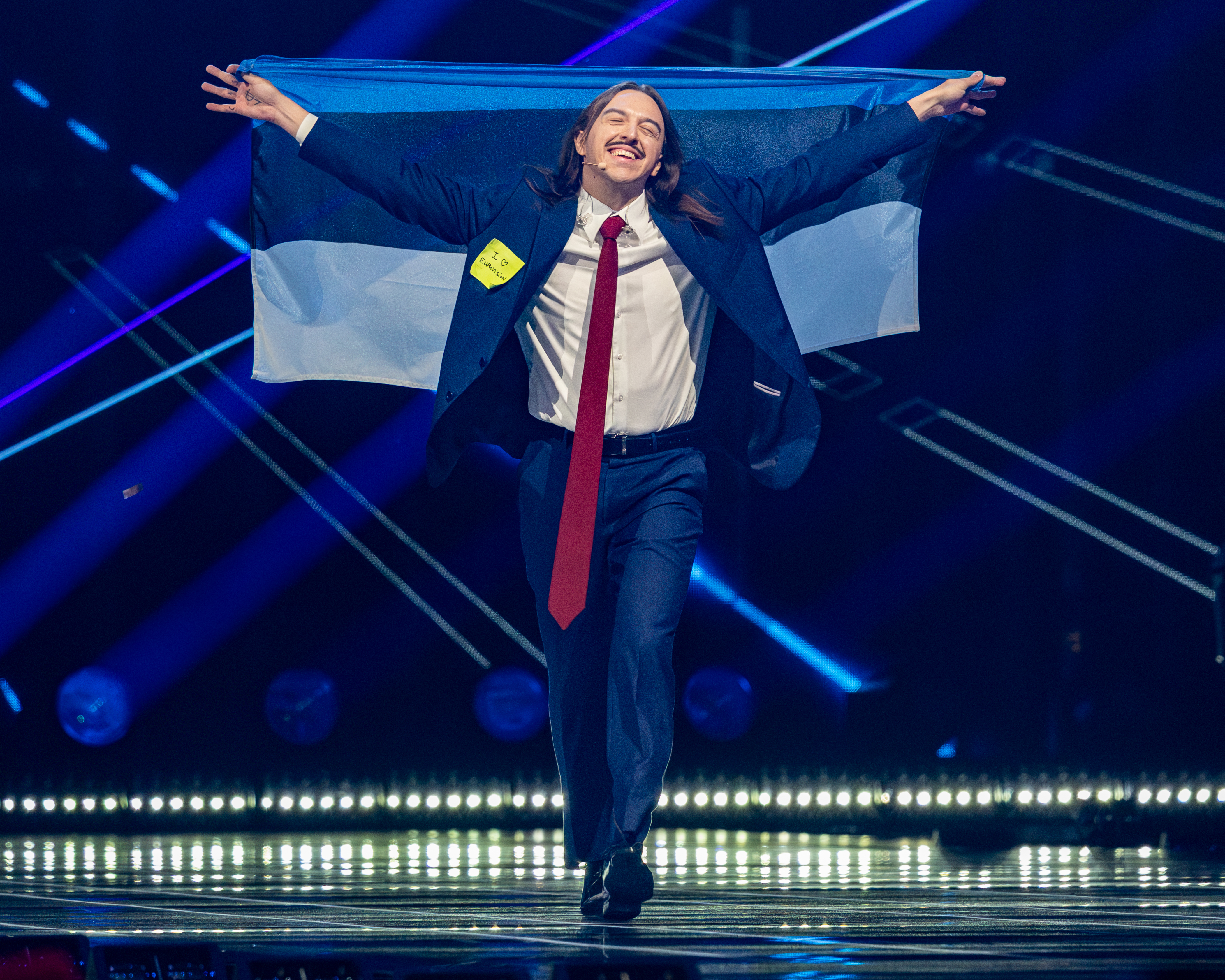
A döntő bevonulásán
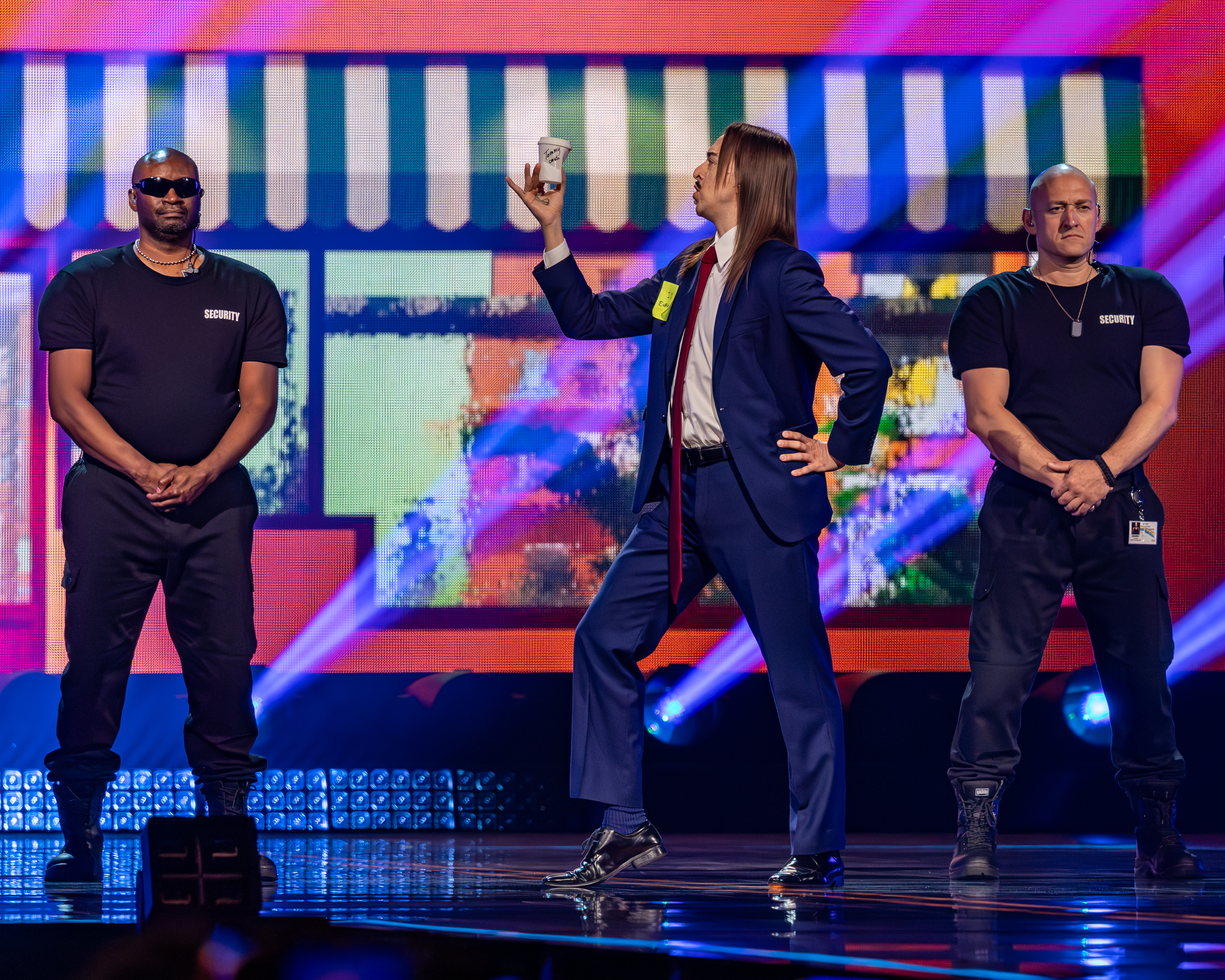
A döntőben

## Botrányok
A dallal kapcsolatban az Eesti Laul észt nemzeti döntőn aratott győzelmet követően az olasz Codacons panaszt nyújtott be az EBU felé, kérve a dal esetleges kizárását a versenyről. Elmondásuk szerint a dal eltúlzott kifejezéseket és utalásokat tartalmaz az olasz kávé- és étteremkultúrával, sőt még a maffiával kapcsolatosan is – ami Olaszországban különösen sértőnek számít. A dalszövegben megjelenő szervezett bűnözésre való utalások váltották ki a legnagyobb vitát, mivel a kritikusok szerint ezek sértő sztereotípiákat erősítenek.
Ugyanakkor az olasz média egyértelmű provokációnak nevezte a dalt, bár elismerik, hogy valószínűleg nem sérti meg az Eurovíziós Dalfesztivál hivatalos versenyszabályait. A vita ellenére az Espresso macchiato népszerű lett Olaszországban – a Spotifyon pár nappal az észt nemzeti döntő után az olaszországi legfelkapottabb 50-es lejátszási listán az első helyen szerepelt.